# كوهدشت (لرستان)
كوهدشت (بالفارسية: کوهدشت) هي منطقة سكنية في إيران وتقع في قسم يقدر عدد السكان في
كوهدشت، بـ 85,519 نسمة .